# Parepisparis viridimacula
Parepisparis viridimacula là một loài bướm đêm trong họ Geometridae.